# Pacific 231
Pacific 231 ist ein sinfonischer Satz (mouvement symphonique nr. 1) von Arthur Honegger, in dem die Eisenbahnfahrt mit einer Pacific-Dampflokomotive in Form einer Tondichtung musikalisch umgesetzt wird. Das Ernest Ansermet gewidmete Werk entstand 1923, wurde am 8. Mai 1924 in der Pariser Oper uraufgeführt und gleich darauf am 31. Mai 1924 in Prag bei den Weltmusiktagen der Internationalen Gesellschaft für Neue Musik (ISCM World Music Days) von der Tschechischen Philharmonie einem internationalen Publikum vorgestellt.
Die Spieldauer beträgt etwa sechs Minuten.

## Entstehung

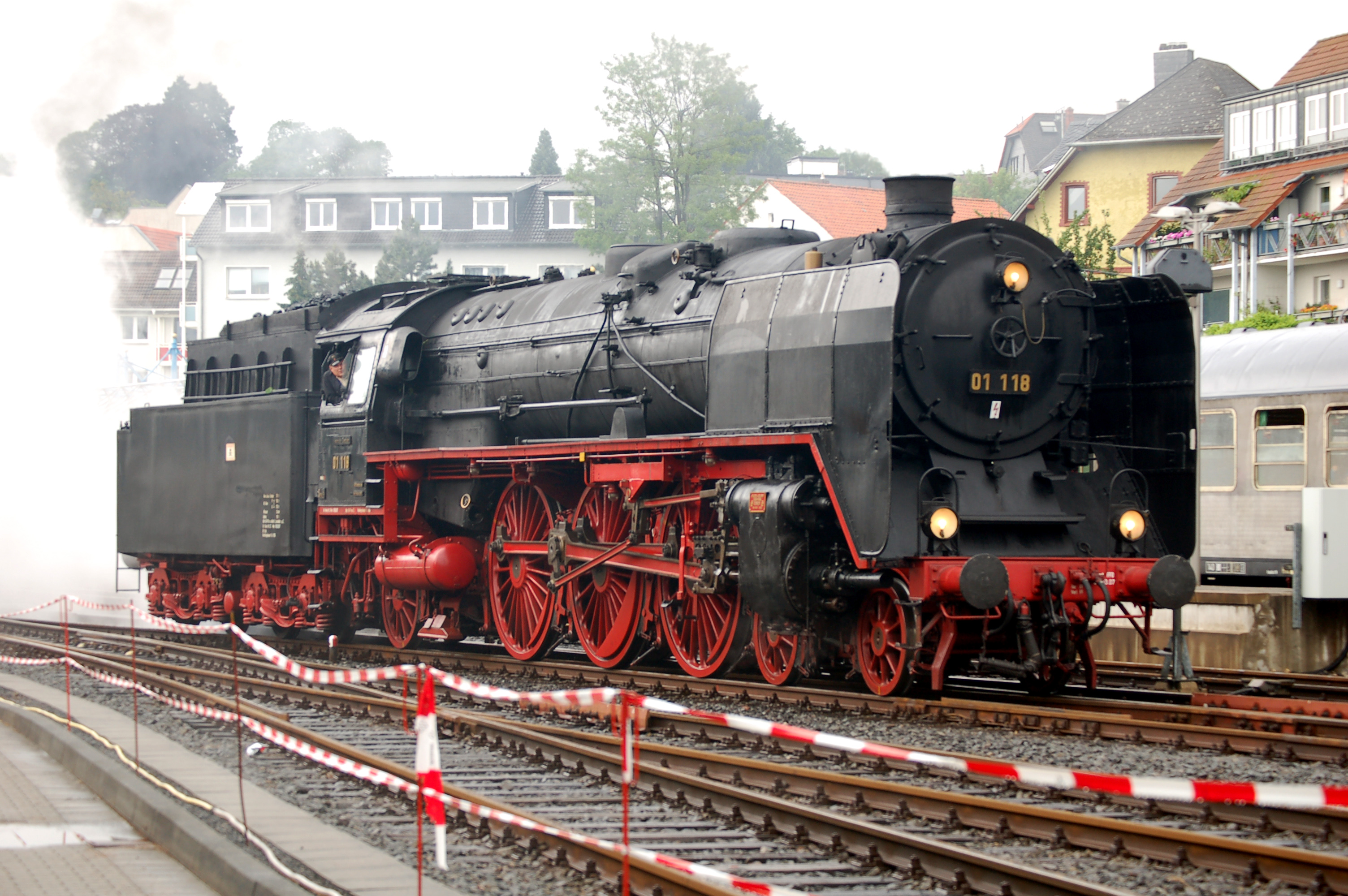
Die DR-Baureihe 01 ist eine Pacific

Der Titel „Pacific 231“ (sprich: zwei-drei-eins) bezeichnet Dampflokomotiven der Achsfolge 2’C1’, also Dampflokomotiven mit einem vorauslaufenden zweiachsigen Drehgestell, drei Kuppelachsen und einer seitenbeweglichen Nachlaufachse – und zwar streng genommen tautologisch, weil jede „Pacific“-Lokomotive diese Achsfolge hat, und inkongruent, weil er die alte amerikanische Bezeichnung „Pacific“ und den französischen Zahlencode „231“ für diese Achsfolge kombiniert. Dampflokomotiven dieser Bauart  waren zu Anfang bis zur Mitte des 20. Jahrhunderts europaweit und in den USA die schnellsten und modernsten Lokomotiven. Sie beförderten auch die großen europäischen Expresszüge wie etwa den Orient-Express, den Train Bleu oder den Rheingold.
Arthur Honegger hatte kurz zuvor die Filmmusik zu La Roue geschrieben. Das dürfte ihn zu Pacific 231 inspiriert haben, was bei einigen Motiven deutlich ablesbar ist.
Honegger, der nach eigener Aussage „eine leidenschaftliche Liebe für Lokomotiven“ hegte, beabsichtigte, in seinem Werk mit musikalischen Mitteln die Fahrt eines schweren Schnellzuges mit einer Pacific-Dampflokomotive zu beschreiben. Dabei wollte Honegger nicht die Geräusche der Lokomotive nachahmen, sondern einen „visuellen Eindruck und ein physisches Wohlbefinden“ zum Ausdruck bringen.
Honegger verstand das Werk nicht nur im programmatischen Sinn, sondern als absolute Musik, und zwar als abstrakte Idee, Rhythmus mathematisch zu beschleunigen. Dies realisierte er beim Anfahren der Lok mit einer strengen Verkürzung, beim Abbremsen mit einer Verlängerung von Notenwerten, ohne dabei das Tempo zu beschleunigen oder zu verlangsamen.

## Musik

### Orchesterbesetzung
1 Piccoloflöte, 2 Flöten, 2 Oboen, 1 Englischhorn, 2 Klarinetten, 1 Bassklarinette, 2 Fagotte, 1 Kontrafagott, 4 Hörner, 3 Trompeten, 3 Posaunen, 1 Tuba; Schlagwerk: Rührtrommel (caisse roulante), Militärtrommel, Becken, Große Trommel, Tamtam; Streicher: Violinen, Bratschen, Celli, Kontrabässe.
Honegger hat auch eine Bearbeitung für Klavier zu vier Händen verfasst.

### Aufbau des Werkes
Das Werk besteht aus fünf Teilen, in denen die verschiedenen Bewegungsabläufe musikalisch umgesetzt werden:
1. Stillstand
2. Das Anfahren der Lok
3. Zunehmende Geschwindigkeit
4. Fahrt mit Höchstgeschwindigkeit
5. Abbremsen und Anhalten

## Adaptionen

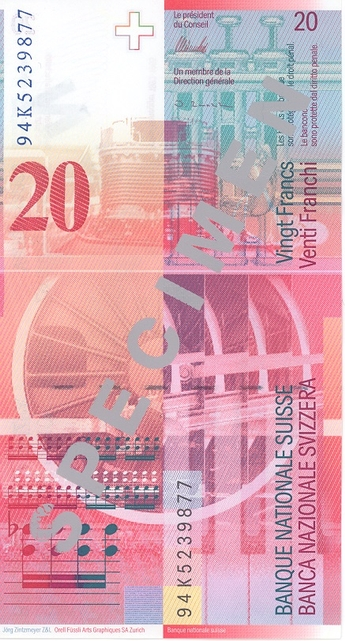
Schweizer 20-Franken-Schein von 1996

- Der 1949 entstandene Kurzfilm Pacific 231 von Jean Mitry ist ein Stimmungsbild über die Fahrt der Lokomotive unter Verwendung der Musik von Arthur Honegger.[8]
- Bei der Schweizer 20-Franken-Note (2017 ersetzt durch neue Serie) findet sich auf der Vorderseite ein Porträt Arthur Honeggers und auf der Rückseite ein Thema aus Pacific 231.[9]